# 松崎冷菓工業
有限会社松崎冷菓工業（まつざきれいかこうぎょう）は、高知県安芸郡田野町にある冷菓製造会社。室戸岬沖の海洋深層水、地元の地鶏「土佐ジロー」の有精卵、生産者を特定した牛乳など、地元の食材にこだわった冷菓を製造している。

## 沿革
1937年（昭和12年）3月にアイスキャンディー屋として創業。1970年（昭和45年）11月20日に資本金300万円で有限会社松崎冷菓工業設立。1988年（昭和63年）6月25日に1500万円の増資を行い、資本金を1800万円とする。
1987年（昭和62年）に発売した「慎太郎アイスクリーン」、1992年（平成4年）に発売した「無添加アイスクリン」が人気となった。
1994年（平成6年）に海洋深層水を利用したシャーベットの試作に成功。その後も海洋深層水を利用した様々な冷菓を開発し、2000年（平成12年）に「深層水を利用した冷菓」として製造特許を取得した（特許第3067946号）。

## 受賞歴
- 1995年 高知県地場産業奨励賞
- 1999年 ジャパンパッケージングコンペティション和菓子部門賞（「それいゆギフト」）
- 1999年 日本パッケージデザイン大賞特別賞（「それいゆちいようかんギフト」）
- 2000年 「土佐のいいもの、おいしい物発見コンクール」審査員特別賞（「深層水アイスクリン」）
- 2004年 高知県地場産業奨励賞（「うみのバニラ」）
- 2005年 「土佐いいもの、おいしい物発見コンクール」優秀賞（「やさしいバニラ」）
- 2006年 「高知県頑張る企業」認定
- 2007年 マガジンハウスブルータス「日本一のお取り寄せ」企画グランプリ（「日の菓うみのしおアイスもなか」）